# 日记罪
日记罪是一个后文革词语。它指称的是因为书写日记而被指控、判定犯罪并量刑惩处，文革中被归入“反革命罪”。
作为公民人身权利隐私权的一部分，日记是当事人对自己日常生活事务、个人际遇、见闻、感觉的私人记录，除个别作家拿它发表外，绝大多数是秘而不宣的。
从1953年胡风反革命集团案中舒芜交信作为定罪证据开始，书信的个人隐私和思想、言论自由就被否定，并且扩大到了日记。日记罪的高发期是三年困难、文革等政治敏感、脆弱时期。
用于定罪日记的来源，或是组织要求交出审查，或是红卫兵抄家抄检强掠得来。私人记录一旦落到办案人手里就被赋予了非同寻常的社会—政治意义：日记所载事实、感触与当时主流意识形态稍有出入，流露不满、批评的文字，就被寻章摘句，掐头去尾，往往是从几十万字日记找出只言片语、几百字穿凿连缀成文，引申构陷，上纲上线，罗织成罪。典型的判词是：“书写大量反动日记，多次偷听敌台，散布反革命言论，以最恶毒的词句攻击、诬蔑、咒骂无产阶级司令部，攻击无产阶级专政，攻击无产阶级文化大革命，攻击上山下乡运动，极端吹捧苏修，为刘××鸣冤叫屈，反革命气焰嚣张，民愤极大。”
对日记罪的处理，轻则批斗、挂牌、游街，留党察看，开除留用，工资降级；中则戴右派帽子，开除学籍，不予分配工作、遣送原籍监督劳动；重则开除党籍、工职，以“现行反革命”罪判刑7—20年（多为10年）。牵连波及的还有妻离子散，恋人劳燕分飞，无房、无家、无业，只能靠体力活来活命，等等。
因此人们都把日记烧掉，不敢再记日记，害怕授人以柄，招来横祸。或把日记变成记事册，只写流水帐、抄语录，即使要记录一点真实的东西也用暗语、代号、删节号（……）来替代。甚至开天窗，留着空白日后补记。
1970年代末、1980年代初平反冤假错案时，日记罪也被列入其中。通过申诉，法院撤消了原判决书、宣告被告人无罪，公开平反，恢复公职，恢复原工资级别，补发毕业证书，归还日记。
在此前后，《群众》杂志副总编乐秀良在《人民日报》和《新观察》杂志上陆续发表了《日记何罪》《再谈日记何罪》《三谈日记何罪》。他认为日记的私密性决定了它不公开、无影响、无流毒、无不良后果，即使有偏激、错误也不危害社会秩序，不构成犯罪和刑事责任。因日记被批斗、判刑都是冤假错案，必须平反、善后。今后法律必须保障公民的民主权利，保障日记自由，保障日记不再成为抄家的目标、文字狱的罪证，保障日记主人不会成为思想犯。5年间接到21个省市自治区一百几十位读者600多封来信，倾诉因日记罪蒙受的冤屈，请求申诉。乐秀良一封封回信、处理，或代呈上级，或投书报刊揭载，或帮忙出主意，这些读者来信反映的问题基本得到了改正。乐秀良因此被称为“日记保护神”。